# アゴヒゲアザラシ
アゴヒゲアザラシ（顎鬚海豹、Erignathus barbatus）はアザラシ科アゴヒゲアザラシ属に属する海棲ほ乳類。

## 分布
北極点を中心にし、北緯80度以南の北極海周辺からベーリング海、オホーツク海、大西洋のセント・ローレンス湾に分布する。
また、個体数は50万頭で半数がアラスカ海域に生息する。

## 形態
体長は200-260cm・体重200-360kgになり、北極海に生息するアザラシの中では最大である。
体表に模様はなく、体色は淡灰色から暗褐色。体の大きさに比べ頭部が著しく小さい。
名前の通り他のアザラシに比べヒゲがよく発達しているが、ヒゲは名前に含まれる顎からではなく上唇付近から生えている。
日本近海に生息するアザラシ5種のうち4種（ゼニガタアザラシ・ゴマフアザラシ・クラカケアザラシ・ワモンアザラシ）はゴマフアザラシ属に属するが本種のみがアゴヒゲアザラシ属に属する。

## 生態
単独性で流氷野が移動する比較的浅い沿岸域を好む。流氷とともに春から夏は北へ、秋から冬は南へ移動する。北海道のオホーツク海沿岸では流氷域に少数の子供が見られるが成獣は稀である。ゆえに日本の首都圏にアゴヒゲアザラシのタマちゃんが現われたことはきわめて稀なケースである。
天敵はホッキョクグマ、シャチなどである。
潜水に適したアザラシであり、水深50－200mの海底で各種のカニやエビ、貝などの底性無脊椎動物やタラなどの底性魚を吸引し採食する。

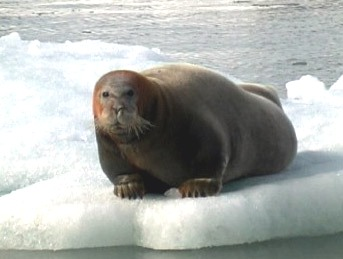
氷上のアゴヒゲアザラシ

性成熟年齢はメスで5－6歳、オスで6－7歳である。
4月に氷上で一子を産む。産後の体重は35kg前後あることや、既に防水性の毛を持ち、生まれたときから10%近くの皮下脂肪を蓄えていることから、すぐに子は親と共に海に入り、徐々にではあるが泳ぎ始める。皮下脂肪が3%ほどしかなく白い産毛のままでは水を通してしまう産後のタテゴトアザラシが、10日ほどたってから海に入るのとは対照的である。
交尾は5月である。この時期になると、オスが喉を膨らませ水中で発声し、メスへ求愛する。この発声は1年のうちの数週間だけである。
寿命は25－30年である。

## 人間との関係

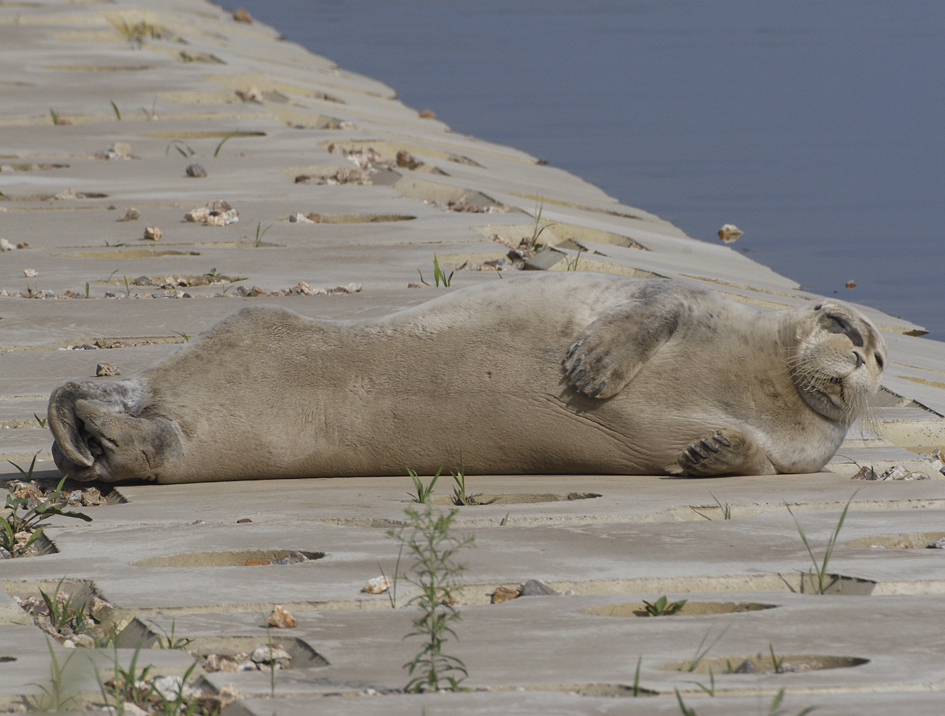
ナカちゃん （2006年6月24日撮影）

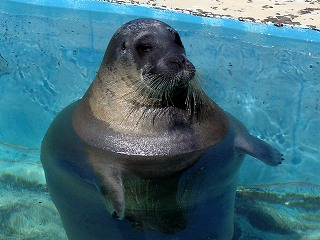
おたる水族館の飼育個体（2005年5月）

20世紀の初頭、オホーツク海には23万頭生息していたといわれるが、ソ連が捕獲し減少した。獲頭数に規制を設けた結果、1980年代の初めには19万頭にまで回復したとしている。
2002年、東京都の多摩川にオスのアゴヒゲアザラシが出没し、タマちゃんと名付けられブームが起こった。また、2005年11月頃から徳島県那賀郡那賀川町（現・阿南市）の那賀川にアゴヒゲアザラシのナカちゃんが現れブームになるも2006年8月末に中州で死んでいるのが見つかった。
日本では、「日本の動物」として海洋堂の食玩チョコQでフィギュアが商品化された。